# Turmbund
Der Turmbund ist eine Gesellschaft für Literatur und Kunst mit Sitz in Innsbruck.

## Geschichte

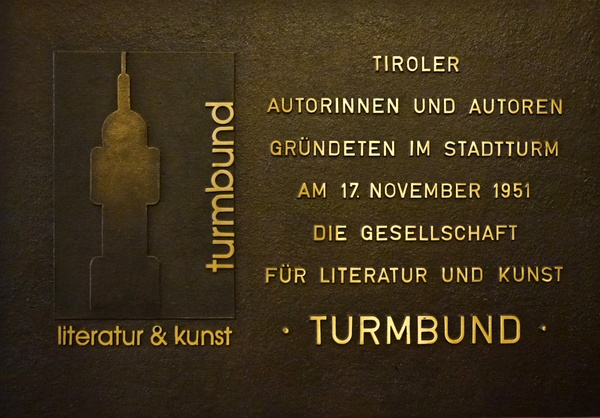
Turmbund Widmung im Alten Rathaus Innsbruck

Gegründet wurde der Turmbund am 17. November 1951 von Tiroler Autoren rund um Hermann Kuprian und Heinrich von Schullern.
Der Name Turmbund wurde von der ehemaligen Türmerwohnung des Innsbrucker Stadtturms abgeleitet, die für Lesungen und literarische Zusammenkünfte genutzt wird.
Hermann Kuprian sagt im Vorwort zu „Brennpunkte“ (Band II, 1966) über die Entstehung und Namensgebung des Turmbundes:„(…) Der Turmbund führt seinen Namen nach dem Clublokal auf dem Stadtturm des Alten Rathauses zu Innsbruck, wo im Mittelalter der Türmer hoch über den Dächern wohnte. Der Turm wurde nach dem Zweiten Weltkrieg zum geistigen Symbol im kulturellen Leben als ein Zeichen von Festigkeit und Wachsamkeit, Bewahrung und Fernsicht, Ausschau und Aufgeschlossenheit. (…)“

## Aufgaben und Ziele
Der Turmbund hat die Förderung vor allem literarischer Begabungen und Nachwuchstalenten zum Ziel. Zur Verwirklichung seiner Aufgaben und Ziele verfügt die Gesellschaft über ein Literaturzentrum mit Veranstaltungsraum, Bibliothek, Archiv und Büro mit Standort in Innsbruck. Eine Zusammenarbeit mit anderen Kunstschaffenden im In- und Ausland wird angestrebt.
Die Veranstaltungs- und Publikationstätigkeit des Turmbundes besteht aus Autorenlesungen, Vorträgen, Werkstattlesungen, Ausstellungen, literarisch-musikalischen Matineen, Tagungen, Internationalen Schriftstellerbegegnungen, Schreibseminaren, Kulturfahrten und Buchreihen. Dabei kamen u. a. H.C. Artmann, Helmut Schinagl, Gertrud Fussenegger, Barbara Frischmuth, Thomas Bernhard, Julian Schutting, Herbert Rosendorfer, Raoul Schrott und Christoph W. Bauer zu Wort.

## Publikationen
- 1993: Texttürme 1 – Unbekannte Lyrik und Prosa, ISBN 3-85185-009-2.
- 1994: Texttürme 2 – Phantastische Kurzprosa, ISBN 3-85185-013-0.
- 1995: Neue Turmbundreihe 1 – Fliehende Ziele, ISBN 3-85185-014-9.
- 1997: Texttürme 3 – Tanz auf den Stukkaturen, ISBN 3-85185-015-7.
- 1997: Neue Turmbundreihe 2 – arg aug & ohr, ISBN 3-85185-016-5.
- 1998: Texttürme 4 – Ausblicke, ISBN 3-85185-017-3.
- 1999: Neue Turmbundreihe 3 – zeilengitter, ISBN 3-85185-018-1.
- 2001: Neue Turmbundreihe 4 – viel anfang für einen tag, ISBN 3-85185-019-X.
- 2003: Texttürme 5 – Stadtlandschaften von Innsbruck bis Irkutsk, ISBN 3-85185-020-3.
- 2005: Neue Turmbundreihe 5 – stimmen an ufern von morgen, ISBN 3-85185-021-1.
- 2006: Texttürme 6 – Fluchträume, ISBN 3-85185-022-X.
- 2009: Neue Turmbundreihe 6 – atemzweige, ISBN 978-3-85185-023-9.
- 2010: Tiroler Identitäten, ISBN 978-3-900009-75-5.
- 2013: Texttürme 7 – zwischen zeigern und zeilen, ISBN 978-3-85185-024-6.
- 2016: Texttürme 8 – Hugo J. Bonatti – Von Vulkanen und Narren – Novellen und Gedichte, ISBN 978-3-85185-025-3.
- 2017: Texttürme 9 – Margit Jordan – fenstertage – Gedichte ISBN 978-3-85185-026-0.
- 2019: Neue Turmbundreihe 7 – geht die nacht vorbei – Lyrik. Prosa. Dialog, ISBN 978-3-85185-027-7.